# Polygonum maritimum
Polygonum maritimum L. – gatunek rośliny z rodziny rdestowatych (Polygonaceae Juss.). Występuje naturalnie w Europie Zachodniej i Południowej, Afryce Północnej i Południowej oraz w południowej części Ameryki Południowej. 

## Rozmieszczenie geograficzne
Rośnie naturalnie w Europie Zachodniej i Południowej, Afryce Północnej i Południowej oraz w południowej części Ameryki Południowej. 

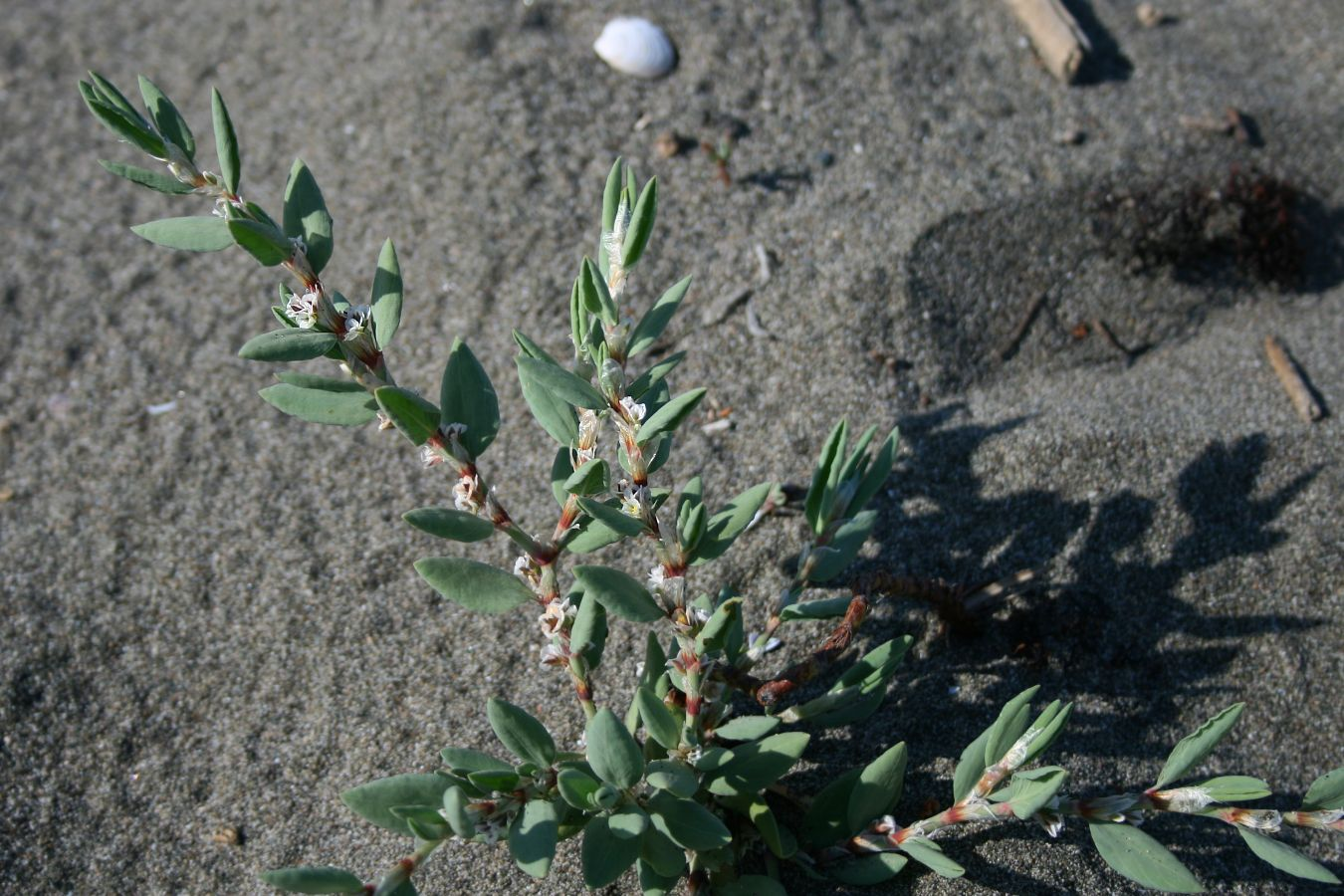
Okaz rosnący w Turcji

Generalnie jest spotykany na całym obszarze basenu Morza Śródziemnego. W Europie występuje w Wielkiej Brytanii, Irlandii, Holandii, Francji, Hiszpanii (w tym na Wyspach Kanaryjskich), Portugalii, Włoszech, kraja byłej Jugosławii, Grecji, Turcji, Bułgarii, Rumunii oraz na Krymie. W Afryce został zaobserwowany w Maroku, Algierii, Tunezji, Libii, Egipcie oraz Południowej Afryce. W Ameryce Południowej rośnie w Chile i Argentynie. 
We Francji został zarejestrowany w departamentach Manche, Côtes-d’Armor, Finistère, Morbihan, Loara Atlantycka, Wandea, Charente-Maritime, Żyronda, Landy, Pireneje Atlantyckie, Pireneje Wschodnie, Aude, Hérault, Gard, Delta Rodanu, Var, Korsyka Południowa oraz Górna Korsyka, z kolei występowanie w Ille-et-Vilaine i Calvados wymaga potwierdzenia, natomiast w departamencie Alpy Nadmorskie wyginął. We Włoszech rośnie w takich regionach jak Abruzja, Apulia, Basilicata, Friuli-Wenecja Julijska, Kalabria, Kampania, Lacjum, Liguria, Marche, Sardynia, Sycylia, Toskania i Wenecja Euganejska. Na Malcie posiada status gatunku autochtonicznego, jednak jest tam rzadko spotykany. W Izraelu spotykany jest wyłącznie w wąskim pasie wybrzeża Morza Śródziemnego. Na Cyprze posiada status gatunku autochtonicznego i występuje głównie w zachodniej części wyspy. 

## Morfologia

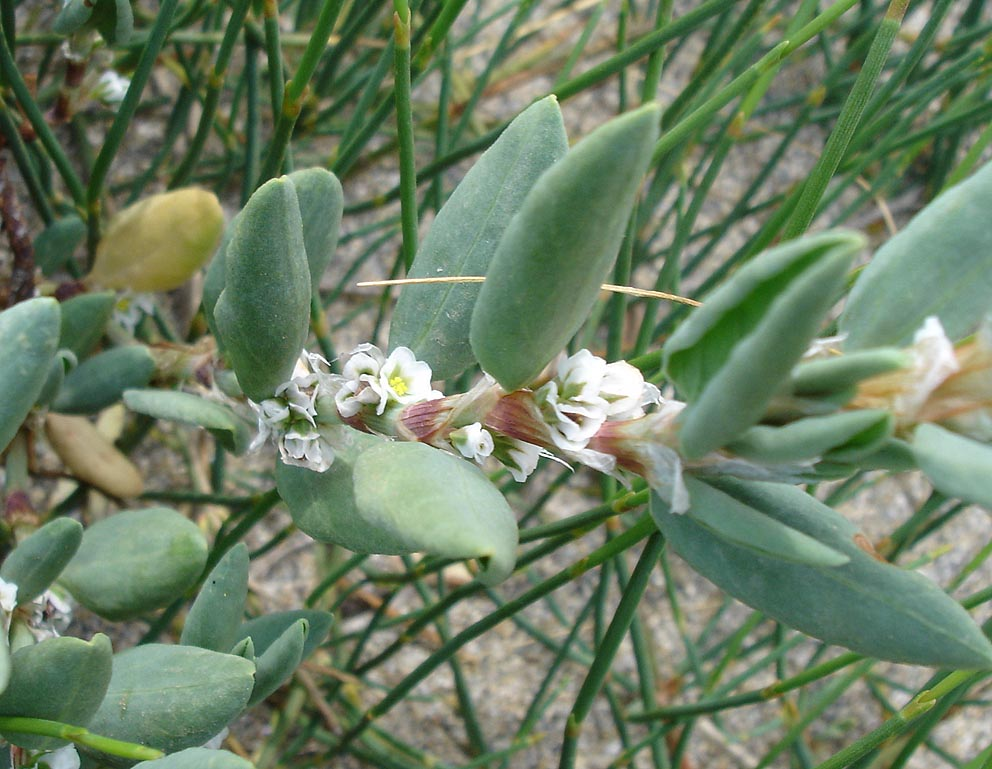
Kwiaty rozwijają się w kątach pędów

PokrójNiska bylina o wyprostowanym lub płożącym pokroju. Dorasta do 10–150 cm wysokości. Starsze pędy są zdrewniałe.
LiścieIch blaszka liściowa jest skórzasta, zielononiebieskawa i ma wąsko eliptyczny kształt. Jest zawinięta na brzegu, z 8–12 widocznymi żyłkami. Gatka jest brązowoczerwonawa u podstawy, srebrzysta lub przeświecająca powyżej, zazwyczaj dłuższa niż międzywęźle.
KwiatyZebrane w kłosokształtne kwiatostany lub wyrastające pojedynczo, rozwijają się na szczytach pędów. Osadzone są na krótkich szypułkach. Listki okwiatu mają białą lub różową barwę.
OwoceTrójboczne niełupki osiągające 4–5 mm długości, są błyszczące, rozrastają się ponad okwiat.

## Biologia i ekologia
Rośnie na wydmach oraz piaszczystych lub żwirowych plażach. Występuje na wysokości do 160 m n.p.m. Preferuje stanowiska w pełnym nasłonecznieniu. Najlepiej rośnie na zasadowym podłożu. Występuje od 8 do 10 strefy mrozoodporności. Kwitnie od marca do sierpnia.